# Urocalpe nigriplaga
Urocalpe nigriplaga là một loài bướm đêm trong họ Geometridae.